# Filecoin

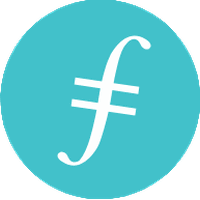
Filecoin Logo

Filecoin (⨎) ist ein quelloffenes, öffentliches Kryptowährungs- und digitales Zahlungssystem, das als blockchainbasierte kooperative digitale Speicher- und Datenabrufmethode gedacht ist. Es wird von Protocol Labs hergestellt und baut auf dem InterPlanetary File System auf, so dass Benutzer ungenutzten Festplattenspeicher mieten können. Zur Registrierung der Geschäfte wird ein Blockchainmechanismus verwendet.
Das Projekt wurde erstmals 2014 als Anreizschicht für das Interplanetary File System (IPFS), ein Peer-to-Peer-Speichernetzwerk, beschrieben. Filecoin ist ein offenes Protokoll und wird von einer Blockchain unterstützt, die die von den Teilnehmern des Netzwerks eingegangenen Verpflichtungen aufzeichnet, wobei die Transaktionen über FIL, die Heimatwährung der Blockkette, abgewickelt werden. Die Blockkette basiert sowohl auf einem Replikationsnachweis als auch auf einem Raumzeitnachweis.
Das Projekt wurde im August 2017 gestartet und brachte innerhalb von 30 Minuten über 200 Millionen Dollar ein.

## Fehlerbehebung durch dezentrale Speicherung

### Kein Single Point of Failure
Wenn ein Server ausfällt, gehen die darin gespeicherten Informationen oft mit ihm verloren. Aber durch die Dezentralisierung kann eine Datei in kleine Stücke zerlegt und über verschiedene Knoten verstreut werden – was bedeutet, dass es immer einen Backup-Plan gibt, falls einer von ihnen offline geht.

### Zensurresistenz
Anstelle einer zentralen Dateispeicherung, was bedeutet, dass es möglicherweise nur einen Zielort gibt, könnte ein Angreifer mit Tausenden von Knoten zu kämpfen haben – was einen Denial-of-Service-Angriff unerschwinglich und nahezu unmöglich macht.
Dies könnte es für Länder auf der ganzen Welt auch schwieriger machen, Informationen für ihre Bürger einzuschränken, indem sie Nachrichten-Websites und Online-Portale wie Wikipedia blockieren.